# Toulel
Toulel este o comună din departamentul Maghama, Regiunea Gorgol, Mauritania, cu o populație de 6.094 locuitori.